# Zádveřice-Raková
Zádveřice-Raková település Csehországban, a Zlíni járásban. Zádveřice-Raková Veselá, Horní Lhota, Vizovice, Lípa, Zlín és Slušovice településekkel határos. Lakosainak száma 1547 fő (2024. január 1.).

## Népesség
A település lakosságának változását az alábbi diagram mutatja:
| Lakosok száma | 1204 | 1214 | 1376 | 1454 | 1287 | 1280 | 1434 | 1456 | 1494 | 1547 |
|               | 1869 | 1890 | 1921 | 1950 | 1980 | 2001 | 2017 | 2019 | 2022 | 2024 |